# Priacanthus alalaua
Priacanthus alalaua är en fiskart som beskrevs av Jordan och Evermann, 1903. Priacanthus alalaua ingår i släktet Priacanthus och familjen Priacanthidae. IUCN kategoriserar arten globalt som livskraftig. Inga underarter finns listade i Catalogue of Life.